# La Trang
La Trang (tiếng Trung: 罗庄区; bính âm: Luō zhuāng qū) là một khu (quận) của địa cấp thị, tỉnh Sơn Đông, Trung Quốc.

### Nhai đạo
| - La Trang (罗庄街道) - Phó Trang (付庄街道) - Thịnh Trang (盛庄街道) - Thang Trang (汤庄街道) | - Song Nguyệt Hồ (双月湖街道) - Sách Sơn (册山街道) - Cao Đô (高都街道) - La Tây (罗西街道) |

### Trấn
- Trử Đôn (褚墩镇)
- Hoàng Sơn (黄山镇)